# تایا، اتریش
تایا (به آلمانی: Thaya) یک منطقهٔ مسکونی در اتریش است که در ناحیه وایدهوفن آن در تایا واقع شده‌است. تایا ۴۳٫۳۴ کیلومتر مربع مساحت دارد ۴۸۴ متر بالاتر از سطح دریا واقع شده‌است.